# Shoreacres
La ville américaine de Shoreacres est située dans les comtés de Chambers et Harris, dans l’État du Texas. Elle comptait 1 493 habitants lors du recensement de 2010.

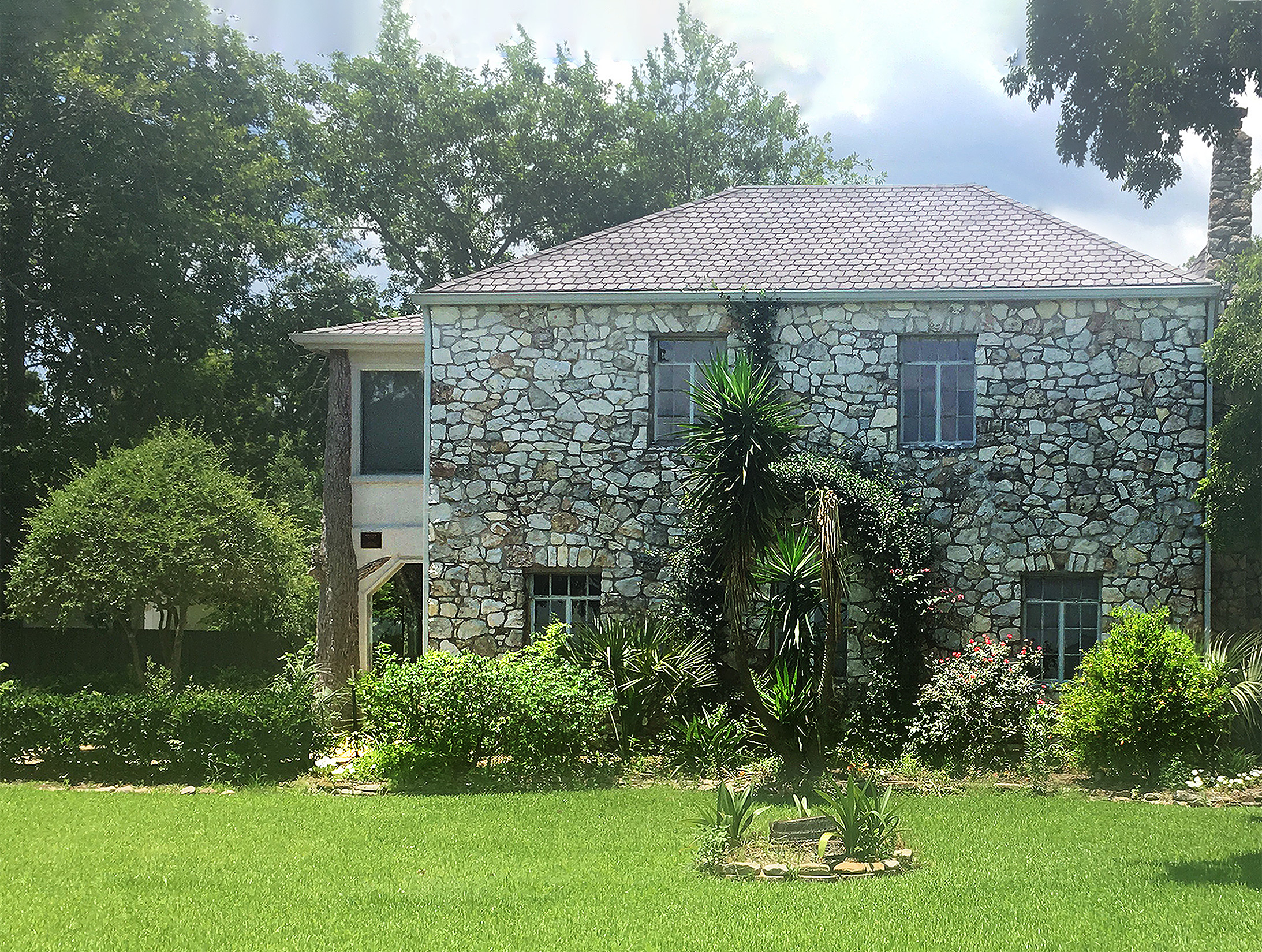
Maison Isaiah P. Walker sur le registre national des lieux historiques

## Source
- (en) Cet article est partiellement ou en totalité issu de l’article de Wikipédia en anglais intitulé « Mingus, Texas » (voir la liste des auteurs).